# ベントレー・6½リットル

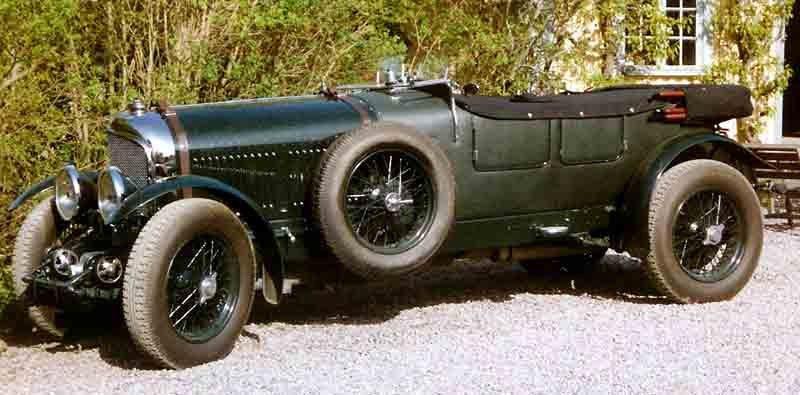
6½リットル

ベントレー・6½リットルはベントレーが1926年から1930年に製造した乗用自動車である。
基本メカニズムはベントレー・3リットルと共通で、その6気筒版と言って良い。内径φ3.9in（約100mm）×行程5.5in（約140mm）圧縮比4.4の水冷直列6気筒で排気量は6,597cc。最高出力は140hp。最高速は84mph（約135.2km/h）。
トランスミッションは4MT。ホイールベースは132in（約3352.8mm）。
生産台数はスピード6を含め545台。

## スピード6
ベントレー・3リットルに設定された、高いチューンを施した「スーパースポーツ」モデルと同様の位置づけで「スピード6」が用意された。外観上ほとんど差異はないがノーマルでは青いエンブレムが緑であることで区別できる。